# 正眼寺 (神奈川県箱根町)
正眼寺（しょうげんじ）は、神奈川県足柄下郡箱根町にある臨済宗大徳寺派の寺院。

## 歴史
鎌倉時代に開山された。境内に「早川庄湯坂勝源寺燈籠 應永二年乙亥」と記された灯籠が存在することから、当初は「勝源寺（しょうげんじ）」という寺号であったと推測される。
当寺には、曾我兄弟の仇討ちで知られる曾我兄弟（祐成・時致）の菩提を弔う「曾我堂」がある。兄弟の位牌が安置されている。
江戸時代は、東海道を通行する多くの旅人によって賑わったという。
- 正眼寺山門
- 敷地内の超雲閣と大地蔵
- 敷地内の曾我堂

## 文化財
- 正眼寺本堂（旧今村繁三別荘）（登録有形文化財 平成14年2月14日登録）[2]
- 正眼寺庫裏（登録有形文化財 平成14年2月14日登録）[3]
- 木造地蔵菩薩立像（神奈川県指定重要文化財 昭和38年9月20日指定）[4]
- 地蔵菩薩立像胎内納入品（箱根町指定文化財 平成6年2月15日指定）[5]
- 正眼寺本堂襖絵（箱根町指定文化財 平成12年12月8日指定）[5]

## 交通アクセス
- 箱根湯本駅より徒歩25分。